# Boussy
Boussy ist eine französische Gemeinde im Département Haute-Savoie in der Region Auvergne-Rhône-Alpes.

## Geographie
Boussy liegt auf 443 m, in der Nähe von Rumilly, etwa zwölf Kilometer westsüdwestlich der Stadt Annecy (Luftlinie). Das ehemalige Bauerndorf erstreckt sich im Alpenvorland auf einem Geländevorsprung am östlichen Talhang des Chéran, in der Mulde von Rumilly, im Albanais.
Die Fläche des 5,23 km² großen Gemeindegebiets umfasst einen Abschnitt des Albanais. Die westliche und südliche Grenze verläuft entlang dem Lauf des Chéran (linker Zufluss der Fier). Der Chéran fließt von Südosten nach Nordwesten und tritt bei Boussy in das weite Talbecken von Rumilly ein. Ganz im Süden des Gemeindebodens ist der Flusslauf noch leicht in die umgebenden Plateaus eingeschnitten; westlich des Dorfes beginnt jedoch ein breiter, mit Schwemmmaterial aufgefüllter Talboden. Vom Chéran erstreckt sich das Gemeindeareal nach Nordosten auf die angrenzenden Hänge, die durch die Tälchen mehrerer Seitenbäche untergliedert sind. Mit 567 m wird oberhalb des Schlosses Mieudry die höchste Erhebung von Boussy erreicht.
Zu Boussy gehören neben dem eigentlichen Ortskern auch mehrere Weilersiedlungen und Gehöfte, darunter: 
- Marlioz (365 m) auf der Hochterrasse am östlichen Talrand des Chéran
- Vers les Bois (460 m) am östlichen Talhang des Chéran
- La Villette (420 m) am östlichen Talhang des Chéran

Nachbargemeinden von Boussy sind Sales und Marcellaz-Albanais im Norden, Saint-Sylvestre im Osten, Marigny-Saint-Marcel im Süden sowie Rumilly im Westen.

## Sehenswürdigkeiten
Die Dorfkirche Saint-Maurice wurde 1884 erbaut. Auf dem Gemeindegebiet befinden sich das Château de Mieudry, die Herrschaftshäuser von Lupigny und Marlioz sowie zwei alte Mühlen an den Seitenbächen des Chéran.

## Bevölkerung
| Jahr                       | 1962 | 1968 | 1975 | 1982 | 1990 | 1999 | 2008 | 2018 |
| Einwohner                  | 261  | 258  | 251  | 261  | 308  | 344  | 444  | 508  |
| Quellen: Cassini und INSEE |      |      |      |      |      |      |      |      |

Mit 511 Einwohnern (Stand 1. Januar 2022) gehört Boussy zu den kleinen Gemeinden des Départements Haute-Savoie. Im Verlauf des 19. und 20. Jahrhunderts nahm die Einwohnerzahl aufgrund starker Abwanderung kontinuierlich ab (1876 wurden in Boussy noch 466 Einwohner gezählt). Seit Beginn der 1980er Jahre wurde jedoch wieder eine deutliche Bevölkerungszunahme verzeichnet.

## Wirtschaft und Infrastruktur
Boussy war bis weit ins 20. Jahrhundert hinein ein vorwiegend durch die Landwirtschaft geprägtes Dorf. Heute gibt es verschiedene Betriebe des lokalen Kleingewerbes. Ansonsten hat sich das Dorf zu einer Wohngemeinde entwickelt. Viele Erwerbstätige sind Wegpendler, die in den größeren Ortschaften der Umgebung, insbesondere im Raum Annecy ihrer Arbeit nachgehen.
Die Ortschaft liegt abseits der größeren Durchgangsstraßen an einer Departementsstraße, die von Sales nach Alby-sur-Chéran führt. Der nächste Anschluss an die Autobahn A41 befindet sich in einer Entfernung von rund 10 km.